# Narziss
I Narziss sono stati un gruppo musicale metalcore tedesco, formatosi nel 1998 a Jena.

## Sotira del gruppo
John Mueller, Ralf Ritter, Jörg Rebelein e Frank Berger fondarono il gruppo nel 1998 con il nome di Narziß (dal tedesco Narcissus). Dopo il primo concerto però Jörg e Frank abbandonarono il progetto. Vennero sostituiti da Steffen Adolf, Robert Jende e Daniel Sondermann. Anche questa nuova formazione però durò poco in quanto le differenze di visione di Ralf interferivano con il gruppo. Nel 1999 dopo una dozzina di concerti Ralf lasciò, in favore di Alexander Bartsch.

## Stile
Cosa inusuale per band metalcore tedesche, i Narziss cantano in lingua madre. Per i fan stranieri pubblicano sul proprio sito le traduzioni in inglese dei testi. L'album Hope Dies è stato addirittura riregistrato in lingua inglese.

## Discografia

### Album
- 2000: Ebenbilder CD mit Vorbote (nur 50 Kopien als Bonus-CD zu Ebenbilder) (Eigenvertrieb)
- 2002: Die Hoffnung stirbt zuletzt CD (Per Koro Records/Circulation Records)
- 2004: Neue Welt CD/LP (Circulation Records)
- 2005: Ebenbilder Doppel-CD Re-Release (Circulation Records)
- 2006: Solang das Herz schlägt CD (Alveran Records)
- 2009: Echo CD (Redfield Records)

### Video
- 2006: Und du verblasst

### Altri
- 1999: Narziß MC/CD (Demo)
- 1999: Split-CD con i Nail (Eigenvertrieb)
- 2001: The Killing Fields Split-CD con Destiny, Should Have Known und Self Conquest (Beniihana Records)
- 2003: Hope Dies CD-EP (Circulation Records)

### Concerti
- 1999: Berlin Hardcore Days (Kugel Records) Scherben und Bis das Feuer erlischt
- 2000: The Crossroad Project (Beniihana Records) Wenn du weinst…
- 2001: Lifeforce Records 2K1 (Lifeforce Records) Menschenwelt
- 2001: 27 Weapons To Survive Armageddon (Suck City Records) Abrechnung
- 2005: WFF DVD 2005 Gotteskrieger